# Renault R.S.19
Renault R.S.19 byl závodní vůz Formule 1 navržený a zkonstruovaný týmem Renault F1, aby mohl soutěžit v sezóně 2019. Šasi navrhli Nick Chester, Chris Cooney, Martin Tolliday, Simon Virrill a Pete Machin, přičemž Marcin Budkowski dohlížel na design a výrobu vozu jako výkonný technický ředitel a Rémi Taffin vedl design hnacího ústrojí. Vůz řídili Nico Hülkenberg a Daniel Ricciardo. Vůz měl svůj soutěžní debut při Grand Prix Austrálie 2019.

## Shrnutí sezóny
Těžká první část sezóny pro Renault přinesla pouze 39 bodů v prvních 12 závodech, což bylo o 43 méně než ve stejnou dobu v sezóně 2018. Výsledkem bylo 6. místo v poháru konstruktérů při letní přestávce.
Po protestu Racing Pointu proti inovativnímu systému nastavení vyvážení brzd, který neporušil žádné pravidlo z technických předpisů, ale nesplnil jedno z pravidel napsaných ve sportovních předpisech („Řidič musí řídit vůz sám a bez pomoci “), byl francouzský tým diskvalifikován z výsledků Grand Prix Japonska. Systém automaticky měnil vyvážení brzd, když vůz projížděl po trati. Na konci sezóny skončil Renault na 5. místě v poháru konstruktérů.

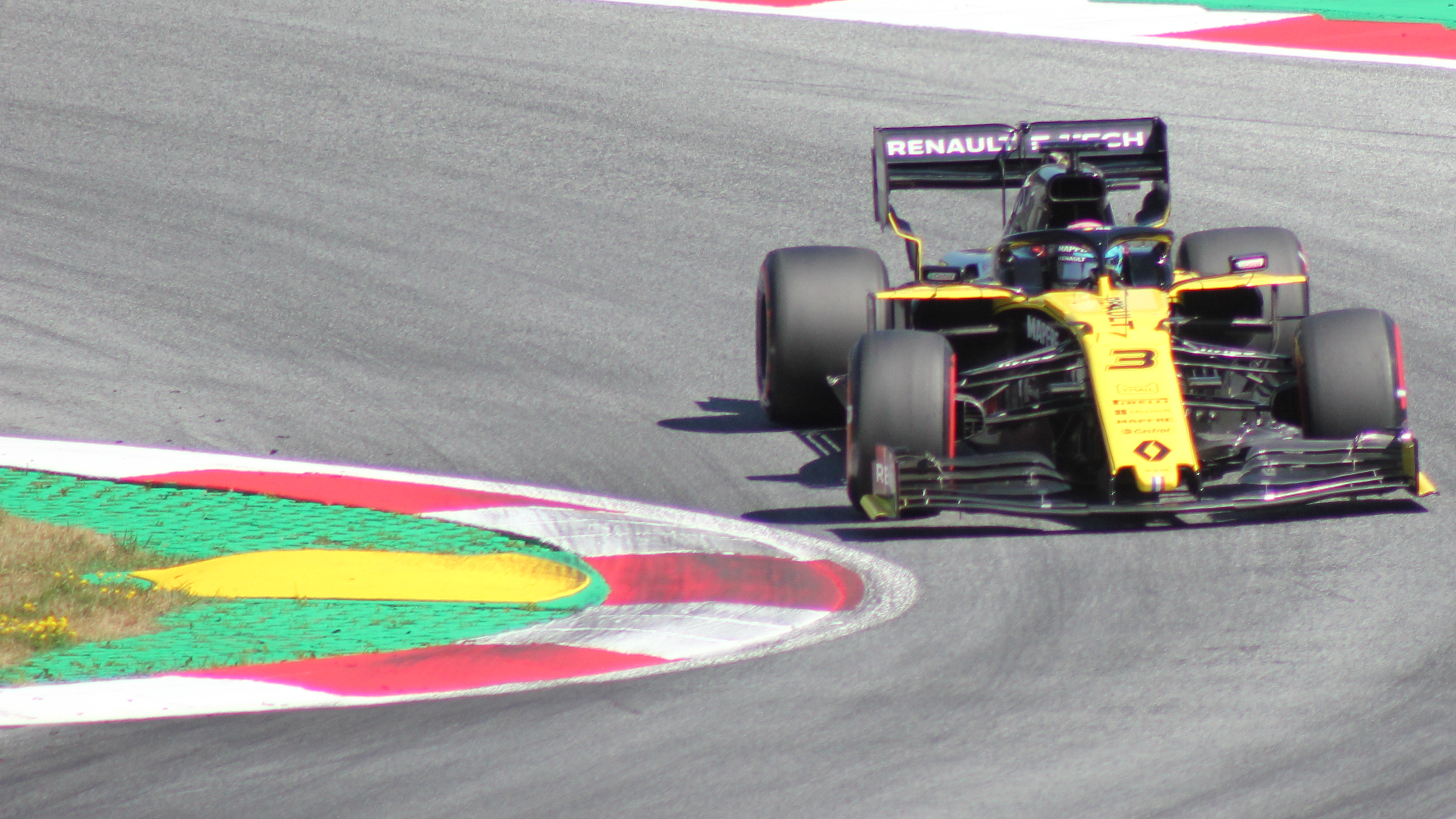
Daniel Ricciardo ve voze R.S.19 při Grand Prix Rakouska.

Renault si vedl obzvláště dobře na většině okruhů, které byly výkonnostně náročné. V Kanadě byli jezdci pohodlně nejlepší ze zbytku, když skončili skončili šestý a sedmý. Daniel Ricciardo dokázal na pár kol bojovat a zdržet Valtteriho Bottase v mnohem rychlejším Mercedesu. V Itálii dokázali jezdci Renaultu porazit jak vozy Red Bullu, tak Sebastiana Vettela ve Ferrari (i když jim pomohla skutečnost, že se v počátečních fázích závodu roztočil), a obsadili pohodlně 4. a 5. místo.

## Design a vývoj
Pro sezónu 2019 Renault podepsal Daniela Ricciarda, který byl týmovým kolegou Nica Hülkenberga. Generální ředitel Renaultu Cyril Abiteboul řekl, že zisky, kterých dosáhli na straně motoru, byly největší od roku 2016. Tým přinášel během sezóny nová vylepšení vozu. Jedním z největších, který tým přinesl, byl balíček vylepšení pro Grand Prix Francie, který ale nedokázal poskytnout očekávaný skok ve výkonu.
Přestože výkon motoru poskytl Renaultu některé pozitivní výsledky na okruzích, kde byl výkon motoru důležitý, jako například v Itálii, špatná aerodynamika a problémy se spolehlivostí vedly k tomu, že tým nebyl schopen uniknout ze středu pole. V 8 závodech nezískal ani jeden jezdec body.
Na konci sezóny Renault F1 Team oznámil změny v aerodynamickém oddělení svého týmu v důsledku poruch na voze R.S.19. Tým opustil technický ředitel šasi Nick Chester s bývalým konstruktérem šasi Ferrari a McLaren Patem Frym a bývalým aerodynamikem Williamsu a Ferrari Dirkem de Beerem.

## Kompletní výsledky ve Formuli 1
| Legenda k tabulce | Legenda k tabulce                                                                       |
| Barva             | Výsledek                                                                                |
| ----------------- | --------------------------------------------------------------------------------------- |
| Zlatá             | Vítěz                                                                                   |
| Stříbrná          | 2. místo                                                                                |
| Bronzová          | 3. místo                                                                                |
| Zelená            | Bodované umístění                                                                       |
| Modrá             | Nebodované umístění                                                                     |
| Modrá             | Dokončil neklasifikován (NC)                                                            |
| Fialová           | Odstoupil (Ret)                                                                         |
| Červená           | Nekvalifikoval se (DNQ)                                                                 |
| Červená           | Nepředkvalifikoval se (DNPQ)                                                            |
| Černá             | Diskvalifikován (DSQ)                                                                   |
| Bílá              | Nestartoval (DNS)                                                                       |
| Bílá              | Závod zrušen (C)                                                                        |
| Světle modrá      | Pouze trénoval (PO)                                                                     |
| Světle modrá      | Páteční testovací jezdec (TD)                                                           |
| Bez barvy         | Netrénoval (DNP)                                                                        |
| Bez barvy         | Vyřazen (EX)                                                                            |
| Bez barvy         | Nepřijel (DNA)                                                                          |
| Bez barvy         | Odvolal účast (WD)                                                                      |
| Bez barvy         | Nezúčastnil se (prázdné)                                                                |
| Označení          | Význam                                                                                  |
| Tučnost           | Pole position                                                                           |
| Kurzíva           | Nejrychlejší kolo                                                                       |
| †                 | Jezdec nedojel do cíle, ale byl klasifikován, protože odjel více než 90 % délky závodu. |
| ‡                 | Byl udělován poloviční počet bodů, protože bylo odjeto méně než 75 % délky závodu.      |
| Horní index       | Umístění bodujících jezdců ve sprintu                                                   |

| Rok     | Tým             | Motor             | Pneumatiky | Jezdci           | 1   | 2   | 3   | 4   | 5   | 6   | 7   | 8   | 9   | 10  | 11  | 12  | 13  | 14  | 15  | 16  | 17  | 18  | 19  | 20  | 21  | Body | Umístění |
| ------- | --------------- | ----------------- | ---------- | ---------------- | --- | --- | --- | --- | --- | --- | --- | --- | --- | --- | --- | --- | --- | --- | --- | --- | --- | --- | --- | --- | --- | ---- | -------- |
| 2019    | Renault F1 Team | Renault E-Tech 19 | P          |                  | AUS | BHR | CHN | AZE | ESP | MON | CAN | FRA | AUT | GBR | GER | HUN | BEL | ITA | SIN | RUS | JPN | MEX | USA | BRA | ABU | 91   | 5. místo |
| 2019    | Renault F1 Team | Renault E-Tech 19 | P          | Nico Hülkenberg  | 7   | 17† | Ret | 14  | 13  | 13  | 7   | 8   | 13  | 10  | Ret | 12  | 8   | 5   | 9   | 10  | DSQ | 10  | 9   | 15  | 12  | 91   | 5. místo |
| 2019    | Renault F1 Team | Renault E-Tech 19 | P          | Daniel Ricciardo | Ret | 18† | 7   | Ret | 12  | 9   | 6   | 11  | 12  | 7   | Ret | 14  | 14  | 4   | 14  | Ret | DSQ | 8   | 6   | 6   | 11  | 91   | 5. místo |
| Zdroje: |                 |                   |            |                  |     |     |     |     |     |     |     |     |     |     |     |     |     |     |     |     |     |     |     |     |     |      |          |